# Cattedrale armena
La Cattedrale armena, dedicata all'Assunzione di Maria, è una chiesa situata nel centro storico della città di Leopoli nell'Ucraina occidentale, eretta nel 1363.
Fino al 1945 venne utilizzata come diocesi dalla Chiesa armeno-cattolica. Dopo la fine della seconda guerra mondiale nel 1945 le autorità sovietiche soppressero l'arcidiocesi armeno-cattolica di Leopoli, la cattedrale fu chiusa e utilizzata come deposito. Dal 2001 la cattedrale ospita l'arcidiocesi della Chiesa apostolica armena.